# Daniel I. Rubenstein
Daniel Ian Rubenstein (* 19. Juni 1950 in New York City, New York) ist ein US-amerikanischer Verhaltensbiologe, Ökologe und Pädagoge.

## Leben
Rubenstein heiratete im Jahr 1972. Aus dieser Ehe gingen ein Sohn und eine Tochter hervor. Im selben Jahr erlangte er den Bachelor of Science an der University of Michigan. 1977 wurde er mit der Dissertation Population density, resource patterning: and mechanisms of competition in the Everglades pygmy sunfish zum Ph.D. an der Duke University promoviert. Von 1977 bis 1980 absolvierte er seine Postdoc-Phase am King’s College in Cambridge, England. Von 1980 bis 1990 forschte er mit einem NSF-NATO-Stipendium. Im selben Zeitraum war er zunächst Assistant Professor und ab 1986 außerordentlicher Professor an der Princeton University. Seit 1991 ist Rubenstein ordentlicher Professor an der Abteilung für Ökologie und Evolutionsbiologie und seit 2008 Professor in Zoologie an der Princeton University. Von 2004 bis 2015 war er Direktor des Programms für Afrikanische Studen an der Princeton University.
Rubensteins Forschung konzentriert auf den adaptierten Wert des Tierverhaltens. Seine Untersuchungen befassen sich der Fragestellung, wie die Nahrungssuche, die Paarung und das Sozialverhalten eines Individuums durch seinen Phänotyp, durch ökologische Umstände und durch die Handlungen anderer Individuen in der Population beeinflusst werden. Er entwickelte einfache mathematische Modelle, um Vorhersagen zu treffen, die anhand von Daten aus strukturierten Feldbeobachtungen oder experimentellen Manipulationen überprüft werden können. Zudem widmet er sich der Anwendung verhaltensökologischer Prinzipien zum Verständnis von Tierbewegungsmustern und der Populationsdynamik von erfolgreichen und gefährdeten Arten.
Viele seiner Forschungsprojekte konzentrierten sich auf das Verständnis der sozialen Dynamik von Pferden, Zebras und Eseln. In seinen Studien zeigte er auf, dass sich die Bewegungsmuster und Verbindungen der Weibchen ändern, wenn sich die Verteilung von Nahrung und Wasser ändert. Im Gegenzug ändert sich auch die Art und Weise, wie Männchen um die Paarung mit Weibchen konkurrieren. Somit spielen ökologische Merkmale eine große Rolle bei der Bildung von sozialen Kerngruppen der Equidae.
1986 erschien Rubensteins Buch Ecological Aspects of Social Evolution: Birds and Mammals. 2011 schrieb er das Kapitel über die Equidae im zweiten Band des Handbook of the Mammals of the World.
Rubenstein ist Mitglied der American Association for the Advancement of Science, bei der Animal Behavior Society, der British Ecological Society, der Citizen Science Association, der Ecological Society of America, bei Sigma Xi, der Society for the Study of Evolution, der Society of Conservation Biology, bei der International Society for Behavioral Ecology sowie bei der IUCN/SCC Equid Specialist Group. 2022 wurde er in die American Academy of Arts and Sciences aufgenommen.
1978 und 2003 erhielt er die Ehrendoktorwürden der University of Cambridge und der University of Oxford.